# Renaud de la Frégeolière
Le comte  Renaud-Joseph Bernard de la Frégeolière, né à Angers le 29 avril 1886 et mort dans le 16e arrondissement de Paris le 16 avril 1981, est un auteur, sportif et militaire français. Il a été le premier président de la Fédération internationale de bobsleigh et de tobogganing (FIBT), de 1923 à 1960.

## Biographie

### Les débuts du bobsleigh
Renaud de la Frégeolière fait sa première descente de bobsleigh à Leysin (Suisse) en 1907. Cette descente marque le début de carrière dans le sport. Six ans plus tard, en 1913, il coécrit  avec Louis Magnus, fondateur de la Fédération internationale de hockey sur glace (FIHG), un livre sur les Jeux d'hiver.
Renaud de la Frégeolière est membre de la ligue d'Action française et baptise son bobsleigh fleurdelisé « Jeanne d'Arc »,,. Le 30 janvier 1910, il remporte la Coupe du Président de la République avec son bob puis la Coupe du Mont Blanc à Chamonix.

### Première Guerre mondiale
Engagé dans l'aviation en août 1914, il est fait prisonnier de guerre le 10 octobre suivant. Jusqu'au 19 juillet 1915, il est détenu dans le camp de Mersebourg, dont il décrira l'organisation dans un ouvrage. Échangé comme grand blessé, il parvient cependant à reprendre le service actif, malgré la perte d'un bras, du fait de ses blessures. Breveté pilote militaire sur Nieuport le 1er mars 1916, il est promu maréchal des logis en juin puis adjudant en juillet 1917.
En 1916, il est affecté au sein de l'escadrille SPA 12. Le 29 janvier 1918, faisant équipe avec le capitaine Armand de Turenne, il abat un Albatros D.III, au-dessus d'Allemont.

### Fondation de la FIBT

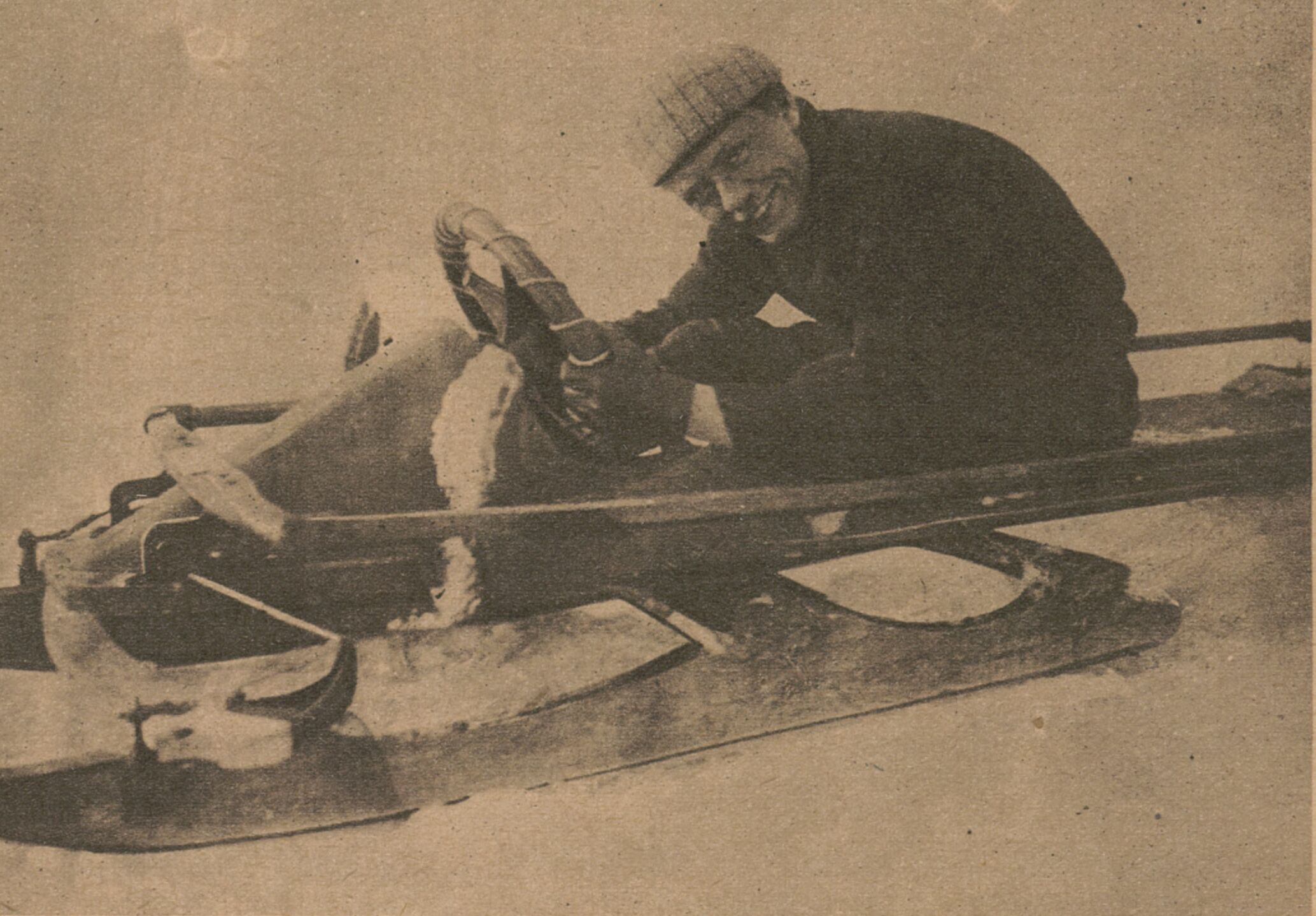
Renaud de la Frégeolière dans Le Miroir des sports du 10 janvier 1924.

Dans les années 1920, de la Frégeolière élabore les règles du bobsleigh et participe à la fondation de plusieurs clubs en Europe. En 1923, il fonde la Fédération internationale de bobsleigh et de tobogganing (FIBT). Il espère participer aux épreuves de bobsleigh sur la piste olympique de bobsleigh des Pélerins, qu'il avait aidé à construire pour les Jeux olympiques d'hiver de 1924 à Chamonix, mais une blessure à l'entraînement l'en empêche.
Renaud de la Frégeolière est juge lors de cinquante Championnats du monde FIBT, dont dix Jeux olympiques entre 1924 à 1960, date à laquelle il prend sa retraite. Il préside également 29 congrès de la FIBT .

Après son départ à la retraite en 1960, Renaud de la Frégeolière est nommé président d'honneur de FIBT, poste qu'il occupe jusqu'à sa mort en 1981.

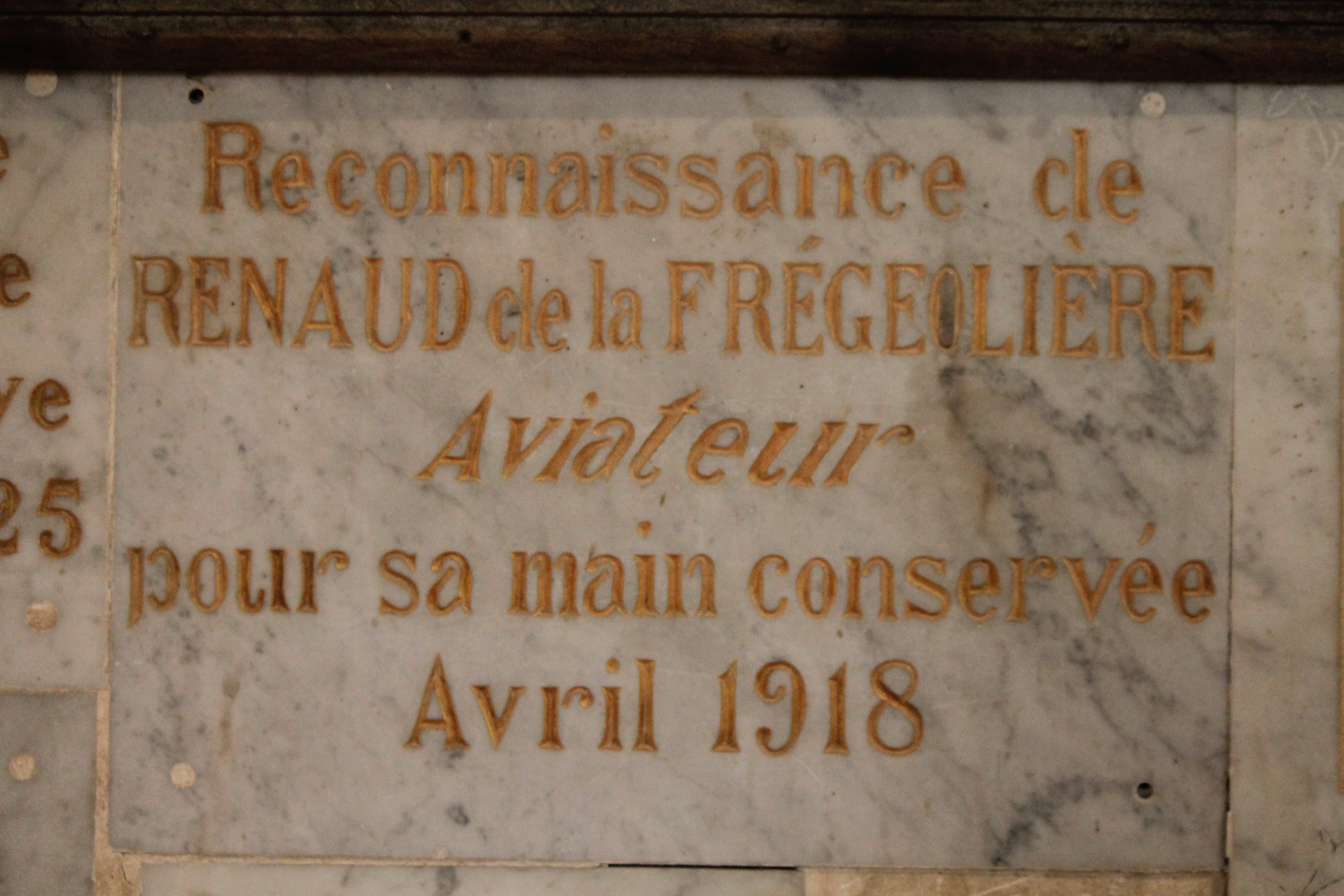
Ex-voto de Renaud de la Frégeolière, dans l'église Notre-Dame-de-la-Tronchaye (Rochefort-en-Terre)

## Ouvrages
- Les Sports d'hiver (avec Louis Magnus), 1911  (ISBN 978-2-05-100055-0)
- À tire d'ailes, carnet de vol d'un aviateur et souvenirs d'un prisonnier[7]
- Croisières aériennes. Souvenirs d'un pilote de chasse G. C. II. 1916-1918, préfacé par Maxime Weygand
- Avec Guynemer, article de Renaud de la Frégeolière dans la Revue des deux Mondes (1917)
- (en) "Bobsleigh and Olympism". Olympic Review. Décembre 1984. p. 1014.